# 3394 Банно
3394 Банно (3394 Banno) — астероїд головного поясу, відкритий 16 лютого 1986 року.
Тіссеранів параметр щодо Юпітера — 3,544.